# 神曲集 (JKT48专辑)
《Mahagita》（Kamikyokutachi）是印度尼西亚偶像组合JKT48的第二张原创专辑。在2016年3月23日由Hits Records发售。歌词中大部分都是从日语翻译成印度尼西亚语的。

## 概要
與前作《Heavy Rotation》將近約3年1個月的距離的專輯唱片。
專輯分為兩種版本，通常盤及Music Card。專輯附有《JKT48第13張單曲選拔總選舉》的投票卷。
專輯中的新歌原曲是AKB48的歌曲《365天的紙飛机》（365日の紙飛行機），《在樱花色的天空之下》（桜色の空の下で）,《Only Today》以及NMB48的歌曲《青春的单圈時間》（青春のラップタイム）。

## 收錄歌曲

### 通常盤
CD
1. 《365 Nichi no Kamihikouki》（Pesawat Kertas 365 Hari）
（日文原版作詞：秋元康，作曲：角野寿和、青葉紘季，編曲：清水哲平）
原曲收錄于AKB48第42张单曲《紅唇Be My Baby》。
2. 《Sakurairo no Sora no Shita de》（Di Bawah Langit Berwarna Sakura）
（日文原版作詞：秋元康，作曲：上杉洋史，编曲：野中"まさ"雄一）
原曲收錄于AKB48第11张单曲《10年櫻》。
3. 《RIVER》
收錄于第1张单曲《RIVER》。
4. 《Koisuru Fortune Cookie》（Fortune Cookie Yang Mencinta）
收錄于第3张单曲《Koisuru Fortune Cookie》。
5. 《Kibouteki Refrain》（Refrain Penuh Harapan）
收錄于第10张单曲《Kibouteki Refrain》。
6. 《Gomen ne, Summer》（Maafkan, Summer）
收錄于第1张專輯《Heavy Rotation》。
7. 《First Rabit》
收錄于第3张单曲《Koisuru Fortune Cookie》。
8. 《Hikoukigumo》（Jejak Awan Pesawat）
收錄于第1张專輯《Heavy Rotation》。
9. 《Shoujotachi Yo》（Gadis Remaja）
收錄于第5张單曲《Flying Get》。
10. 《Shonichi》（Hari Pertama）
收錄于第1张專輯《Heavy Rotation》。
11. 《Only Today》- Team J
（日文原版作詞：秋元康，作曲、编曲：大内哲也）
原曲收錄于AKB48第4张專輯《BINGO!》。
12. 《1! 2! 3! 4! Yoroshiku!》
收錄于第2张單曲《Yuuhi wo Miteiruka?》。
13. 《Iiwake Maybe》（Alasanku, Maybe）
收錄于第7张單曲《Kokoro No Placard》。
14. 《Seishun no Laptime》（Laptime Masa Remaja）- Team T
（日文原版作詞：秋元康，作曲：川浦正大，编曲：野中"まさ"雄一）
原曲收錄于NMB48第1张单曲《絕滅黑髮少女》。
15. 《Ame no Doubutsuen》（Kebun Binatang Disaat Hujan）
收錄于JKT48 Team KIII 2nd Stage《青春女孩》。

### Music Card
1. 《365 Nichi no Kamihikouki》
2. 《Sakurairo no Sora no Shita de》